# Blau-Gold-Haus

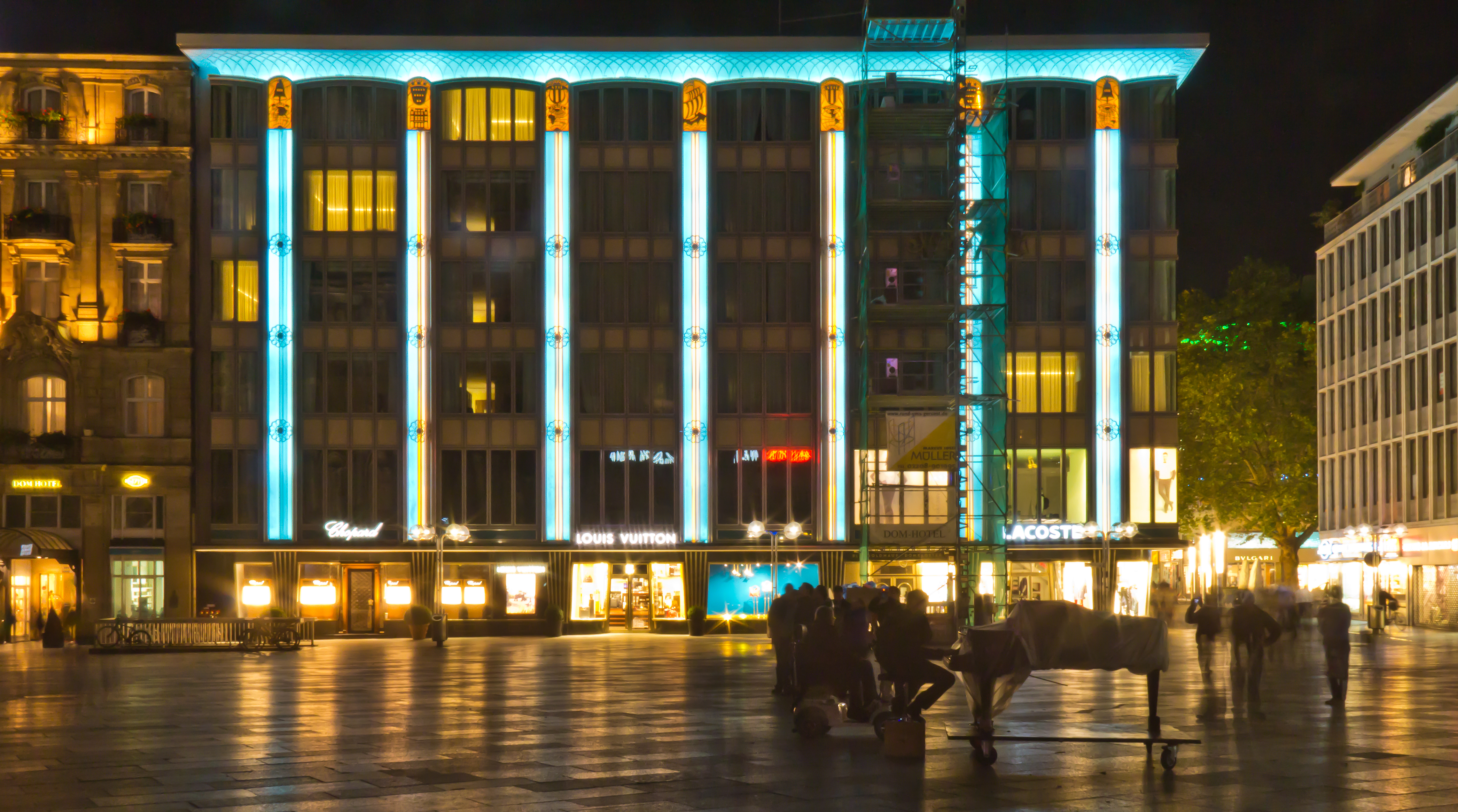
Blau-Gold-Haus bei Nacht, September 2011

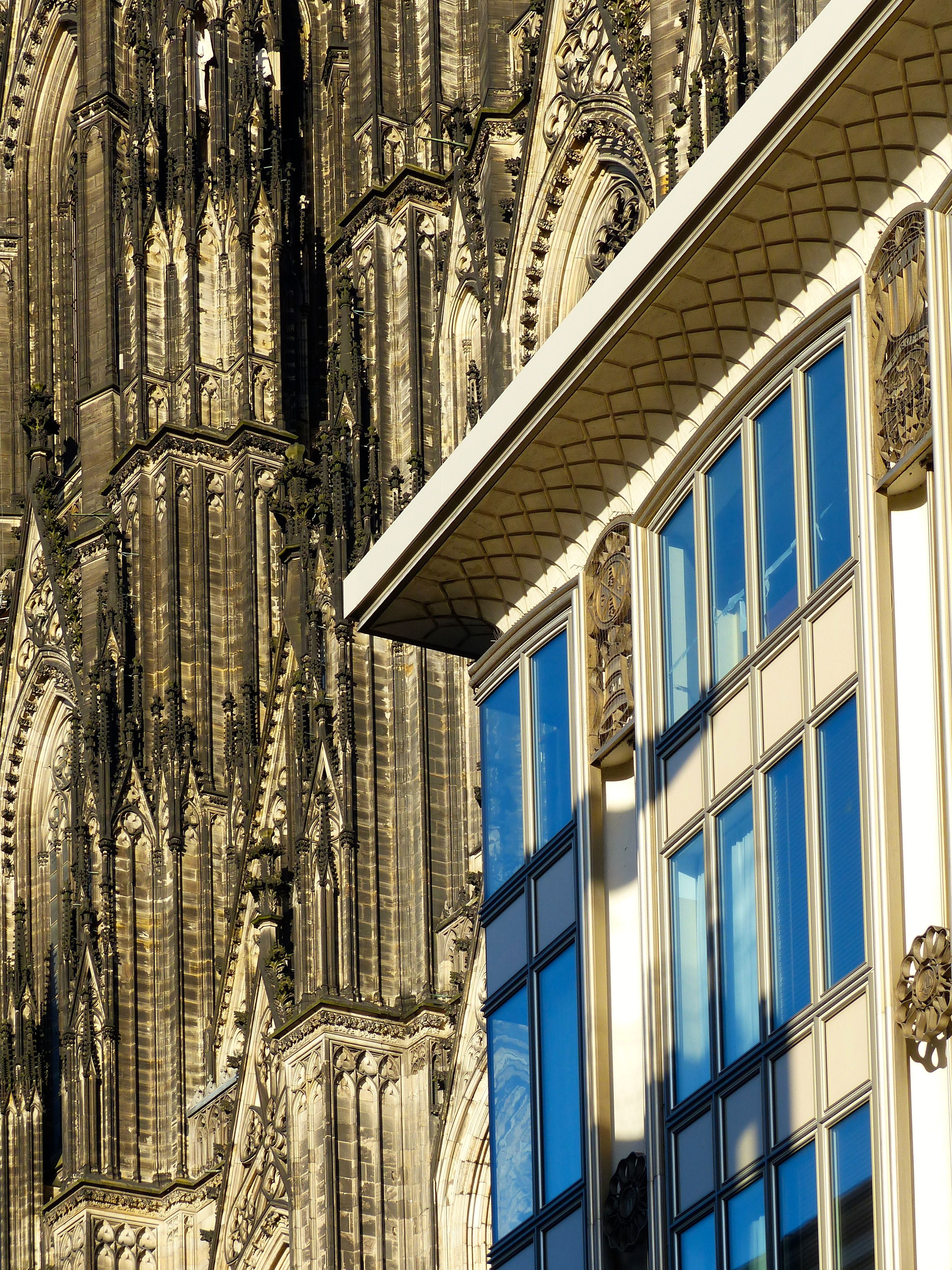
Blau-Gold-Haus und Kölner Dom, Februar 2014

Das Blau-Gold-Haus ist ein Büro- und Geschäftshaus in der Kölner Altstadt-Nord, Domkloster 2, in unmittelbarer Nähe zum Kölner Dom. Es wurde 1952 fertiggestellt und steht seit 1991 unter Denkmalschutz, wurde 2010–2012 entkernt und zum Hotel umgenutzt. Es gilt als bedeutendes Beispiel der deutschen Nachkriegsmoderne.

## Entstehungsgeschichte
An der Stelle des heutigen Blau-Gold-Hauses standen nacheinander zwei Bauwerke der Gründerzeit. Bedeutsam für die Identifizierung der Vorgängerbauten ist der Straßenverlauf der Straße Domkloster und die Nummerierung der dort stehenden Bauwerke. Sie verlief vom heutigen Wallrafplatz in östlicher Richtung über den heutigen Roncalliplatz und endete mit der Dommädchenschule in Domkloster Nr. 8. Die damaligen Hausnummern auf dieser Straße entsprachen nicht vollständig den heutigen, denn Domkloster 4 ist heute die Adresse des Kölner Doms, früher befand sich unter dieser Nr. 4–6 das Stadtpalais von Abraham Oppenheim gegenüber dem noch unfertigen Dom. 

### Vorgängerbauten

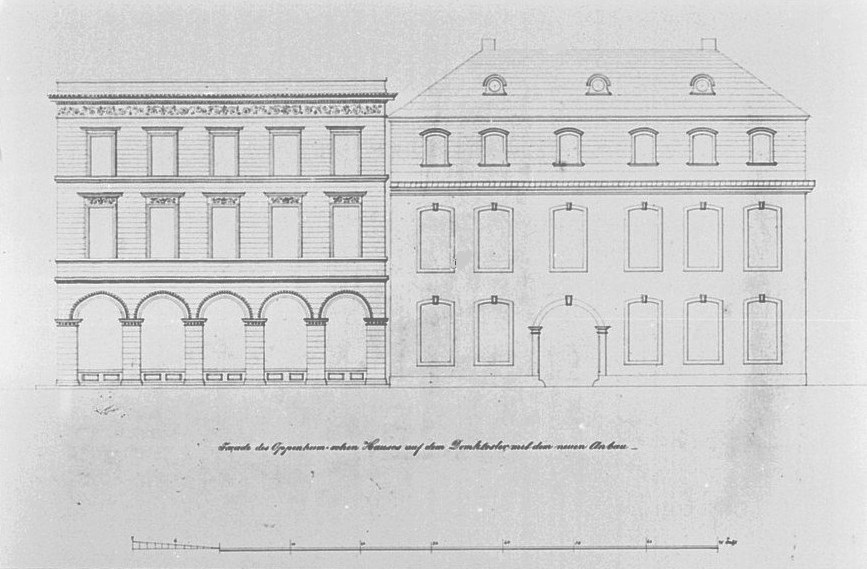
Domkloster 1, Haus Oppenheim (links) mit angrenzendem Eckhaus am Wallfrafplatz (um 1835)

Domkloster 4–8 – Palais Oppenheim mit dem Anbau von 1835 (Domkloster 4–6), links die Dommädchenschule (Domkloster 8; um 1880)

Domkloster 2 – Ansicht des Domklosters von Norden mit Dom-Hotel und Hotel Großer Kurfürst; links das Dom-Hotel (Postkarte, um 1895)

An der Adresse Domkloster 2 befand sich an der Südseite ein 1843 als Wohn- und Geschäftshaus errichtetes Palais für den Kölner Bankier Simon Oppenheim, der vom Haus Trankgasse 9 hierhin umzog. Simon Oppenheims Bruder Abraham Oppenheim wohnte seit 1843 im neuerrichteten Haus Domkloster 4–6, für das Jacob Kaaf die Innenausstattung ausführte. Oppenheim wohnte hier bis 1873 und zog danach in seinen Sommersitz auf Gut Bassenheim. 
Um dem Kölner Dom mehr Freiraum zu schaffen, wurde der gesamte Gebäudekomplex an Stelle des heutigen Dom-Hotels (Domkloster 2–8) ab November 1886 abgerissen, wobei auch das Nachbargebäude der Dommädchenschule (Domkloster 8) dem Abriss zum Opfer fiel. Einzig das Oppenheim-Palais (Domkloster 2) blieb erhalten. Das neue Dom-Hotel kam – anders als im Stübben-Plan vom Oktober 1885 vorgesehen – an drei Seiten frei zu liegen, weil das Grundstück Domkloster 4 an der Nordseite des Baublocks in den Hotelkomplex einbezogen wurde. 
Der Kölner Parfümhersteller Ferdinand Mülhens ließ Das Palais Oppenheim im Jahr 1892 durch den Architekten Wilhelm Kurth zum Savoy-Hotel „Großer Kurfürst“ umbauen. Es entstand ein Hotel mit 65 Zimmern, das sich neben den durch Giebel bekrönten seitlichen Erkern und der durch Zwiebelturm geschmückten Ecke zum Wallrafplatz an der Nordfassade durch eine zentrale Kuppel mit Laterne auszeichnete. Die Einweihung fand am 2. November 1893 mit einem großen Essen statt, am Tag danach gab es die offizielle Eröffnung. Bauherr Mülhens investierte seine Gewinne aus der Parfümherstellung in den Bau dieses Hotels und erklärte niemandem, warum er den recht ungewöhnlichen Hotelnamen gewählt hatte. Er ließ das Hotel 1905 durch den Architekten Ludwig Paffendorf umbauen, eine Innensanierung erfolgte 1910, seitdem hieß es „Savoy-Hotel“. Im Jahr 1931 gab es einen Dach- und Fassadenumbau. Das im Zweiten Weltkrieg durch eine Sprengbombe zerstörte Hotel wurde 1950 niedergelegt. 

### Neubau nach dem Krieg

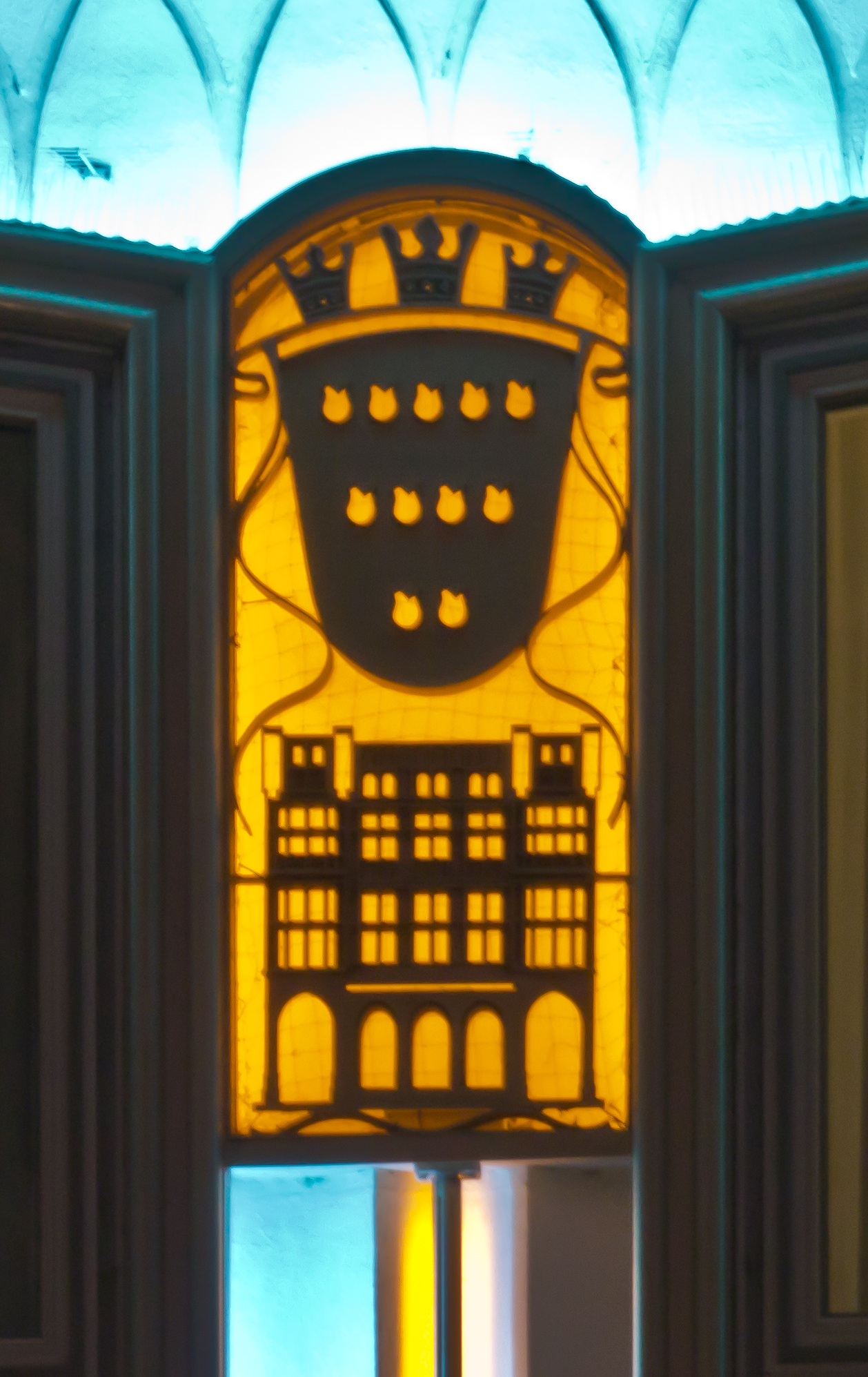
Blau-Gold-Haus bei Nacht (Säulenabschluss mit Kölner Wappen und dem 4711-Haus in der Glockengasse)

Der 4711-Hausarchitekt Wilhelm Koep fertigte im Auftrag der Familie Mülhens bis Oktober 1951 Bauzeichnungen für ein Geschäftshaus an, dessen Fertigstellung im Oktober 1952 erfolgte. Die Baupläne sahen eine mit dekorativen Elementen reich verzierte Fassade aus Aluminium, Stahl und Glas vor, die einen sechsgeschossigen Stahlskelettbau umgab. Das System-Profil der Aluminiumverkleidung stammte von Hueck. Optisch besonders eindrucksvoll ist das Gebäude bei Nacht, wenn die türkis-goldfarbene Vorhangfassade (sichtbar an Domkloster und Wallrafplatz) mit indirekter Beleuchtung insbesondere in der ausgeprägten Dachkehle erkennbar ist. Tagsüber präsentieren das goldfarben eloxierte Aluminium und die türkisfarbenen Brüstungen die Farbkombination, die dem von Peter Joseph Mülhens 1839 als „Corporate Design“ für die Marke 4711 definierten Türkis-Gold entspricht. Daraus entstand allmählich im Volksmund der Name „Blau-Gold-Haus“. 
Der Eckbau reicht in den zum Domhof führenden Wallrafplatz hinein, wo Koep im Haus Wallrafplatz 6 als Nachbargebäude ebenfalls im Oktober 1952 den eingeschossigen „Kristallpalast“ – mit Nebeneingang zum Blau-Gold-Haus – fertigstellen konnte. Es handelte sich um eine eingeschossige Ladenpassage, die ihren Namen von der hierin eingezogenen Kristall-Passage Cox GmbH erhielt. Das Gebäude wird einem fünfgeschossigen Neubau des Architekten Johannes Kister weichen, der die Restaurierung des Blau-Gold-Hauses verantwortete.
Der Sitz des Unternehmens 4711 war zwar seit Oktober 1964 das Haus Glockengasse 4, doch sollte der Neubau am Dom an exponierter Lage auf der südlichen Domplatte als Werbeträger die Zielgruppe der Touristen erreichen. Im Gebäude befand sich lediglich in der Frühphase ein 4711-Laden, heute finden sich hier Luxusläden von Louis Vuitton, Hermès oder Longchamp. Erste Sanierungen des Gebäudes erfolgten 1979 und 1991, seit dem 18. Juni 1991 steht es unter Denkmalschutz.

## Hauptsanierung
Das Blau-Gold-Haus gehört seit Januar 2010 der Zusatzversorgungskasse der bayerischen Gemeinden, die auch Eigentümerin des benachbarten Dom-Hotels (Domkloster 2a) ist. Zwecks Erweiterung des Dom-Hotels wurde das Blau-Gold-Haus zwischen Juni 2010 und August 2012 unter der Leitung des Architekten Johannes Kister entkernt und neu gestaltet. Dabei entstand ab dem 2. Obergeschoss Platz für nunmehr 42 Hotelsuiten des angrenzenden Dom-Hotels (mit dann 162 Zimmern), einschließlich einer 88 m² großen „Präsidentensuite“ auf der 4. Etage. Das sanierte Blau-Gold-Haus erhielt 2012 einen Sonderpreis des Bundesbauministeriums und des Deutschen Stahlbaus.